# Impacto ambiental da indústria do carvão

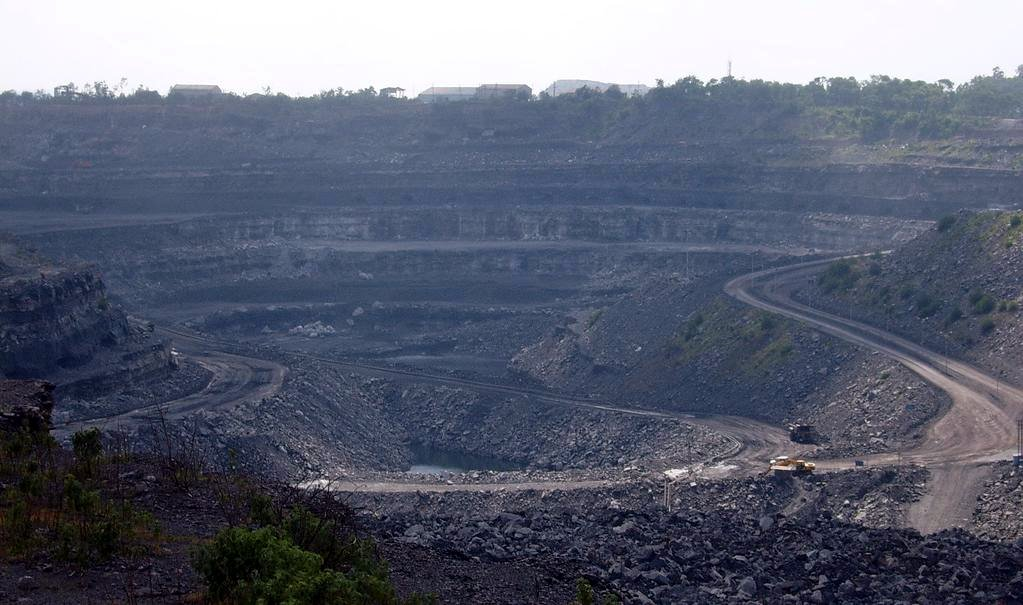
Um local de mineração de carvão a céu aberto em Bihar, Índia

O impacto ambiental da indústria do carvão inclui questões como o uso do solo, a gestão de resíduos, poluição da água e do ar que são causadas pela mineração, processamento e uso de seus produtos. Além da poluição atmosférica, a queima de carvão produz centenas de milhões de toneladas de resíduos sólidos anualmente, incluindo cinzas volantes, cinzas residuais e lodo de dessulfuração de gases de combustão, que contêm mercúrio, urânio, tório, arsênico e outros metais pesados. O carvão é o maior contribuinte para o aumento de dióxido de carbono causado pelo homem na atmosfera da Terra.
Existem graves efeitos à saúde causados pela queima de carvão. De acordo com um relatório da Organização Mundial da Saúde de 2008, estima-se que a poluição por partículas de carvão encurte aproximadamente 10 000 vidas anualmente em todo o mundo. Um estudo de 2004 solicitado por grupos ambientalistas, mas contestado pela Agência de Proteção Ambiental dos Estados Unidos, concluiu que a queima de carvão custa 24 000 vidas por ano nos Estados Unidos. Mais recentemente, um estudo acadêmico estimou que as mortes prematuras por poluição do ar relacionada ao carvão foram de cerca de 52 000. Quando comparada à eletricidade produzida a partir de gás natural via fraturamento hidráulico, a eletricidade produzida a partir de carvão é 10 a 100 vezes mais tóxica, em grande parte devido à quantidade de material particulado emitido durante a combustão. Quando o carvão é comparado à geração solar fotovoltaica, esta última poderia salvar 51 999 vidas americanas por ano se a energia solar substituísse a geração de energia baseada em carvão nos Estados Unidos. Devido ao declínio de empregos relacionados à mineração de carvão, um estudo descobriu que aproximadamente um americano sofre uma morte prematura por poluição por carvão para cada emprego restante na mineração de carvão.
Além disso, a lista de desastres históricos de mineração de carvão é longa, embora as mortes relacionadas ao trabalho com carvão tenham diminuído substancialmente com a promulgação de medidas de segurança e a com a mineração subterrânea cedendo parte do mercado à mineração na superfície. Os perigos da mineração subterrânea incluem asfixia, envenenamento por gás, colapsos e explosões de gás. Os riscos da mineração a céu aberto são principalmente falhas nas paredes da mina e colisões de veículos. Nos Estados Unidos, uma média de 26 mineiros de carvão por ano morreram na década de 2005–2014.

## Gestão do uso do solo

### Impacto no solo e arredores
A mineração a céu aberto altera severamente a paisagem, o que reduz o valor do meio ambiente no terreno ao redor. A superfície do solo é dedicada às atividades de mineração até que ela possa ser remodelada e recuperada. Se a mineração for permitida no local, as populações humanas residentes devem ser reassentadas fora do local da mina; atividades econômicas como agricultura ou caça e coleta de alimentos e plantas medicinais são interrompidas. O que acontece com a superfície do solo após a mineração é determinado pela maneira como a mineração é conduzida. Normalmente, a recuperação de solos deteriorados pela mineração para uma condição de uso da solo não é igual ao seu uso original. Os usos de solo existentes (como pastagem de gado, colheita e produção de madeira) são temporariamente eliminados nas áreas de mineração. Áreas de alto valor e uso intensivo do solo, como sistemas urbanos e de transporte, geralmente não são afetadas pelas operações de mineração. Se os valores minerais forem suficientes, essas melhorias podem ser removidas para uma área adjacente.
A mineração a céu aberto elimina a vegetação existente, destrói o perfil genético do solo, desloca ou destrói o habitat e a vida selvagem, altera os usos atuais do solo e, em certa medida, altera permanentemente a topografia geral da área minerada. Impactos adversos nas características geológicas de interesse humano podem ocorrer em uma mina de carvão. Características geomórficas e geofísicas e recursos paisagísticos excepcionais podem ser sacrificados pela mineração indiscriminada. Valores paleontológicos, culturais e outros valores históricos podem estar em perigo devido às atividades disruptivas de detonação, extração e escavação de carvão. A remoção da sobrecarga [es] elimina e destrói as características arqueológicas e históricas, a menos que sejam removidas previamente.
A remoção da cobertura vegetal e as atividades associadas à construção de estradas para transporte no local da mineração, armazenamento de solo superficial, deslocamento de sobrecarga e transporte de solo e carvão aumentam a quantidade de poeira ao redor das operações de mineração. A poeira degrada a qualidade do ar na área imediata, tem um impacto adverso na vida vegetativa e constitui um perigo para a saúde e segurança dos trabalhadores da mina e moradores próximos.
A mineração a céu aberto interrompe praticamente todos os elementos estéticos da paisagem. A alteração das formas do terreno muitas vezes impõe configurações desconhecidas e descontínuas. Novos padrões lineares aparecem à medida que o material é extraído e as pilhas de resíduos são desenvolvidas. Diferentes cores e texturas são expostas à medida que a cobertura vegetal é removida e a sobrecarga é despejada ao lado. Odores de poeira, vibração e exaustão de diesel são criados (afetando a visão, o som e o cheiro). Os moradores das comunidades locais geralmente acham esses impactos incômodos ou desagradáveis. No caso de mineração de remoção do topo de montanhas, os topos são removidos das montanhas ou colinas para expor as grossas camadas de carvão por baixo. O solo e a rocha removidos são depositados em vales, cavidades e depressões próximas, resultando em cursos d'água bloqueados (e contaminados).
A remoção do solo e da cobertura rochosa que cobre os recursos de carvão pode causar soterramento e perda de solo superficial, expor o material de origem e criar grandes terrenos baldios inférteis. A perturbação do solo e a compactação associada resultam em condições propícias à erosão. A remoção do solo da área a ser minerada altera ou destrói muitas características naturais do solo e reduz sua biodiversidade e produtividade para a agricultura. A estrutura do solo pode ser perturbada por pulverização ou desagregação.
Colapsos de minas (ou subsidências de minas) subterrâneas têm o potencial de produzir grandes efeitos acima do solo, que são especialmente devastadores em áreas desenvolvidas. A mineração subterrânea de carvão alemã (especialmente na Renânia do Norte-Vestfália) danificou milhares de casas, e as indústrias de mineração de carvão reservaram grandes somas em financiamento para futuros danos de subsidência como parte de seus esquemas de seguro e subsídio estatal. Em um caso particularmente espetacular na região do alemã Saar (outra área histórica de mineração de carvão), um suposto colapso de mina em 2008 criou um terremoto de 4,0 na escala de magnitude Richter, causando alguns danos às casas. Anteriormente, terremotos menores se tornaram cada vez mais comuns e a mineração de carvão foi temporariamente suspensa na área.
Em resposta aos efeitos negativos da mineração de carvão e à abundância de minas abandonadas nos Estados Unidos, o governo federal promulgou a Lei de Controle e Recuperação de Mineração de Superfície de 1977, que exige planos de recuperação para futuros locais de mineração de carvão. Esses planos devem ser aprovados pelas autoridades federais ou estaduais antes do início da mineração.

## Gestão da água

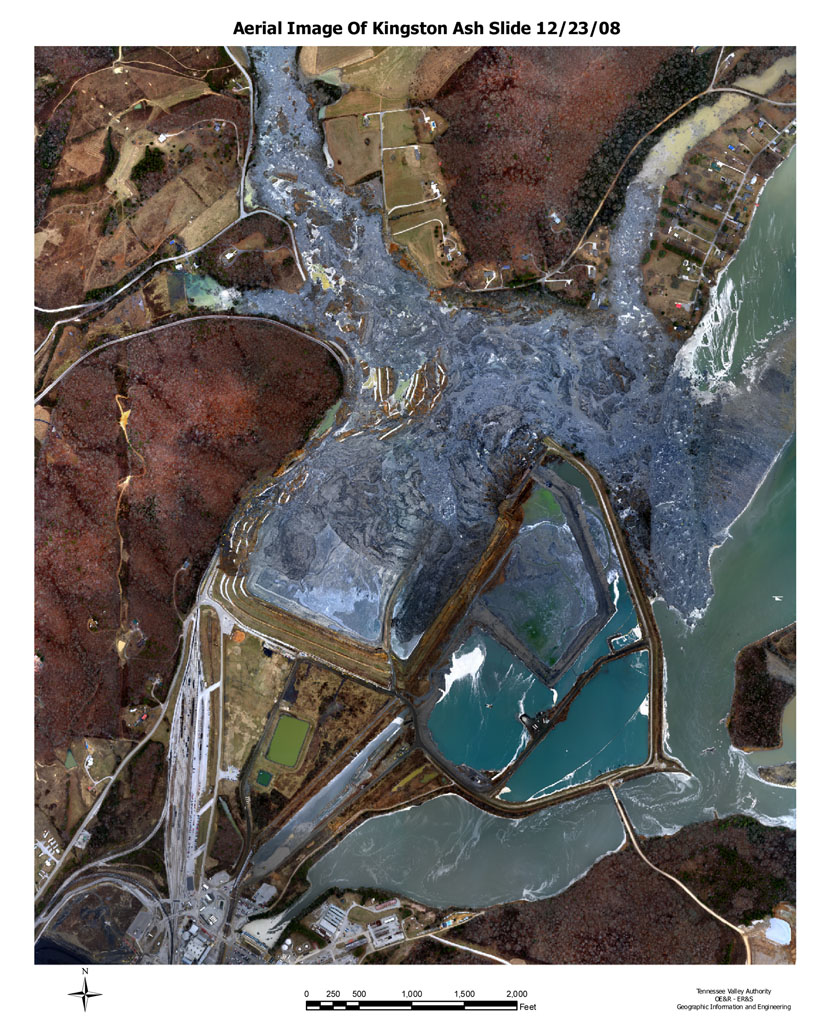
Fotografia aérea do local do derramamento de lama de cinzas volantes de carvão da Kingston Fossil Plant tirada no dia seguinte ao evento (23 de dezembro de 2008)

A mineração a céu aberto pode prejudicar as águas subterrâneas de várias maneiras: pela drenagem de água utilizável de aquíferos rasos; redução dos níveis de água em áreas adjacentes e mudanças na direção do fluxo dentro dos aquíferos; contaminação de aquíferos utilizáveis abaixo do local das operações de mineração devido à infiltração (percolação) de água de mina [en] de baixa qualidade; e aumento da infiltração de precipitação nas pilhas de entulho. Onde carvão ou xisto carbonoso está presente, o aumento da infiltração pode resultar em: aumento do escoamento de água de baixa qualidade e erosão de pilhas de entulho, recarga de água de baixa qualidade para aquíferos subterrâneos rasos e fluxo de água de baixa qualidade para córregos próximos.
A contaminação das águas subterrâneas e dos córregos próximos pode ser por longos períodos de tempo. A deterioração da qualidade do córrego resulta da drenagem ácida da mina, elementos residuais tóxicos, alto teor de sólidos dissolvidos na água de drenagem da mina e aumento das cargas de sedimentos depositadas nos córregos. Quando as superfícies do carvão estão expostas, a pirita entra em contato com a água e o ar e forma ácido sulfúrico. À medida que a água é drenada da mina, o ácido se move para os cursos d'água; enquanto chover sobre os rejeitos da mina, a produção de ácido sulfúrico continua, quer a mina ainda esteja operando ou não. Pilhas de resíduos e pilhas de armazenamento de carvão também podem produzir sedimentos nos riachos. As águas superficiais podem se tornar impróprias para a agricultura, consumo humano, banho ou outros usos domésticos.
Existem cinco tecnologias principais usadas para controlar o fluxo de água nas locais de minas: sistemas de desvio, lagoas de cinzas [en] (represas de superfície), sistemas de bombeamento de água subterrânea, sistemas de drenagem subterrânea e barreiras subterrâneas.[carece de fontes?]
Nos Estados Unidos, devido a poucas regulamentações federais e estaduais sobre reservatórios de cinzas [en], a maioria das usinas não usa geomembranas, sistemas de coleta de lixiviados ou outros controles de fluxo frequentemente encontrados em aterros resíduos sólidos urbanos. A Agência de Proteção Ambiental promulgou requisitos mais rigorosos para lagoas de cinzas e aterros sanitários em sua primeira regulamentação nacional em 2015. Posteriormente, houve litígios e várias alterações ou revisões propostas aos regulamentos. Os regulamentos finais estão pendentes em dezembro de 2020.

### Poluição da água
Caldeiras a carvão, usando carvão ou lignito rico em calcário, produzem cinzas volantes contendo óxido de cálcio (CaO). O CaO dissolve-se prontamente na água para formar cal apagada (Ca(OH)2), que é transportada pela água da chuva para os rios/água de irrigação das áreas de despejo de cinzas. O processo de amolecimento da cal precipita íons Ca e Mg e remove a dureza temporária da água e também converte bicarbonatos de sódio na água do rio em carbonato de sódio. O carbonato de sódio reage ainda com o Ca e o Mg restantes na água para remover/precipitar a dureza total. Além disso, sais de sódio solúveis em água presentes nas cinzas aumentam ainda mais o teor de sódio na água. Assim, a água do rio é convertida em água macia (ou água mole), eliminando íons Ca e Mg e aumentando os íons Na pelas caldeiras a carvão. A aplicação de água macia na irrigação (superficial ou subterrânea) converte os solos férteis em solos alcalinos sódicos. A alcalinidade e sodicidade da água do rio devido ao acúmulo de sais na água restante após enfrentar várias perdas por transpiração e evaporação tornam-se agudas quando muitas caldeiras e usinas a carvão são instaladas em uma bacia hidrográfica. A sodicidade da água dos rios afeta as bacias hidrográficas cultivadas a jusante localizadas na China, Índia, Egito, Paquistão, Ásia Ocidental, Austrália, oeste americano, etc.
As descargas de poluentes das lagoas de cinzas para as águas superficiais normalmente incluem arsênico, chumbo, mercúrio, selênio, cromo e cádmio. Nos Estados Unidos, as descargas em águas superficiais são regulamentadas por licenças do Sistema Nacional de Eliminação de Descargas de Poluentes (National Pollutant Discharge Elimination System; NPDES).

## Gestão de resíduos
A queima do carvão deixa quantidades substanciais de cinzas volantes, que geralmente são armazenadas em lagoas de cinzas (armazenamento úmido) ou aterros (armazenamento seco). Poluentes como metais pesados são lixiviados nas águas subterrâneas de lagoas ou aterros sanitários e podem poluir os aquíferos por décadas ou séculos. A Agência de Proteção Ambiental dos Estados Unidos (EPA) classificou 44 locais nos Estados Unidos como potenciais perigos para as comunidades. Essa classificação significa que os locais de resíduos podem causar morte e danos materiais significativos se um evento como uma tempestade, um ataque terrorista ou uma falha estrutural causar um derramamento. A EPA estimou que cerca de 300 aterros secos e tanques de armazenamento úmido são usados em todo o país para armazenar cinzas de usinas a carvão. As instalações de armazenamento contêm os produtos da combustão do carvão (cinzas volantes, dessulfuração de gases de combustão e cinzas de fundo), incluindo as cinzas capturadas por equipamentos projetados para reduzir a poluição do ar.
Nas áreas de baixo teor de carvão, os resíduos formam pilhas de detritos.[carece de fontes?]

### Vida selvagem
A mineração de carvão a céu aberto causa danos diretos e indiretos à vida selvagem. O impacto na vida selvagem decorre principalmente da perturbação, remoção e redistribuição da superfície terrestre. Alguns impactos são de curto prazo e confinados ao local da mina, mas outros têm efeitos de longo alcance e longo prazo.
O efeito mais direto na vida selvagem é a destruição ou deslocamento de espécies nas áreas da escavação e do empilhamento de entulho. As áreas abertas e com detritos no local da mineraão não são capazes de fornecer alimento e proteção para a maioria das espécies da vida selvagem. Espécies de animais selvagens móveis como animais de caça, pássaros e predadores deixam essas áreas. Animais mais sedentários como invertebrados, répteis, roedores escavadores e pequenos mamíferos podem ser mortos. A comunidade de microrganismos e os processos de ciclagem de nutrientes são perturbados pelo movimento, armazenamento e redistribuição do solo.
A degradação de habitats aquáticos é um grande impacto da mineração a céu aberto e pode ser aparente a muitos quilômetros de um local de mineração. A contaminação por sedimentos das águas superficiais é comum na mineração a céu aberto. A produção de sedimentos pode aumentar mil vezes seu nível anterior como resultado da mineração a céu aberto.
Os efeitos dos sedimentos na fauna aquática variam com a espécie e a quantidade de contaminação. Altos níveis de sedimentos podem matar peixes diretamente, enterrar leitos de desova, reduzir a transmissão de luz, alterar gradientes de temperatura, preencher poças, espalhar fluxos por áreas mais amplas e rasas e reduzir a produção de organismos aquáticos usados como alimento por outras espécies. Essas mudanças destroem o habitat de espécies valiosas e podem melhorar o habitat de espécies menos desejáveis. As condições existentes já são marginais para alguns peixes de água doce nos Estados Unidos, e a sedimentação de seu habitat pode resultar em sua extinção. A poluição sedimentar mais pesada da drenagem normalmente ocorre de 5 a 25 anos após a mineração. Em algumas áreas, as pilhas de entulho não vegetado continuam a corroer até 50 a 65 anos após a mineração.
Os efeitos dos sedimentos na fauna aquática variam com a espécie e a quantidade de contaminação. Altos níveis de sedimentos podem matar os peixes diretamente, enterrar leitos de desova, reduzir a transmissão de luz, alterar os gradientes de temperatura, preencher poças, espalhar o fluxo de água em áreas mais amplas e rasas e reduzir a produção de organismos aquáticos usados como alimento por outras espécies. Essas mudanças destroem o habitat de espécies valiosas e podem melhorar o habitat de espécies menos desejáveis. As condições existentes já são marginais para alguns peixes de água doce nos Estados Unidos, e a sedimentação de seu habitat pode resultar em sua extinção. A poluição sedimentar mais pesada da drenagem normalmente ocorre de 5 a 25 anos após a mineração. Em algumas áreas, as pilhas de entulho não vegetado continuam a sofrer erosão mesmo 50 a 65 anos após a mineração.
A presença de materiais formadores de ácido expostos como resultado da mineração de a céu aberto pode afetar a vida selvagem, eliminando o habitat e causando a destruição direta de algumas espécies. Concentrações menores podem suprimir a produtividade, a taxa de crescimento e a reprodução de muitas espécies aquáticas. Ácidos, concentrações diluídas de metais pesados e alta alcalinidade podem causar sérios danos à vida selvagem em algumas áreas. A duração da poluição por resíduos ácidos pode ser longa; as estimativas do tempo necessário para lixiviar materiais ácidos expostos no Leste dos Estados Unidos variam de 800 a 3 000 anos.

## Poluição do ar

### Emissões no ar
Carvão e produtos residuais de carvão (incluindo cinzas volantes, cinzas de fundo e escória de caldeira) liberam aproximadamente 20 produtos químicos tóxicos, incluindo arsênico, chumbo, mercúrio, níquel, vanádio, berílio, cádmio, bário, cromo, cobre, molibdênio, zinco, selênio e rádio, que são perigosos se liberados no meio ambiente. Embora essas substâncias sejam vestígios de impurezas, é queimado carvão suficiente para que quantidades significativas dessas substâncias sejam liberadas.

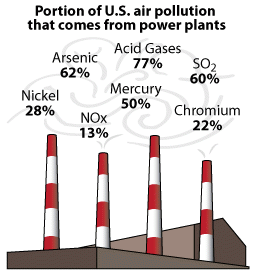
Ilustração de poluentes do ar gerados por usinas de energia dos EUA (inclui usinas a carvão e a óleo)

O highveld de Mpumalanga na África do Sul é a área mais poluída do mundo devido à indústria de mineração e usinas de carvão e o lowveld perto do famoso Kruger Park também está sob ameaça de novos projetos de minas.
Durante a combustão, a reação entre o carvão e o ar produz óxidos de carbono, incluindo dióxido de carbono (CO2, um importante gás de efeito estufa), óxidos de enxofre (principalmente dióxido de enxofre, SO2) e vários óxidos de nitrogênio (NOx). Por causa dos componentes hidrogenados e nitrogenados do carvão, hidretos e nitretos de carbono e enxofre também são produzidos durante a combustão do carvão no ar.[carece de fontes?]  Estes incluem cianeto de hidrogênio (HCN), nitrato de enxofre (SNO3) e outras substâncias tóxicas.
O SO2 e o óxido de nitrogênio reagem na atmosfera para formar partículas finas e ozônio troposférico e são transportados por longas distâncias, dificultando que outros estados alcancem níveis saudáveis de controle da poluição.
As torres de resfriamento usadas em usinas termoelétricas a carvão, etc. emitem correntes e neblina que também são uma preocupação ambiental. A corrente contém partículas suspensas respiráveis. No caso de torres de resfriamento com composição de água do mar, sais de sódio são depositados em terrenos próximos que converteriam o terreno em solo alcalino, reduzindo a fertilidade dos terrenos vegetativos e também causando corrosão das estruturas próximas.
Incêndios às vezes ocorrem em leitos de carvão no subsolo. Quando as camadas de carvão são expostas, o risco de incêndio aumenta. O carvão desgastado também pode aumentar a temperatura do solo se for deixado na superfície. Quase todos os incêndios em carvão sólido são iniciados por incêndios superficiais causados por pessoas ou raios. A combustão espontânea ocorre quando o carvão oxida e o fluxo de ar é insuficiente para dissipar o calor; isso ocorre mais comumente em estoques e pilhas de resíduos, raramente em leitos subterrâneos de carvão. Onde ocorrem incêndios por carvão, há poluição do ar resultante da emissão de fumaça e gases nocivos na atmosfera. Incêndios em jazidas de carvão podem queimar no subsolo por décadas, ameaçando a destruição de florestas, casas, estradas e outras infraestruturas valiosas. O incêndio por carvão mais conhecido pode ser aquele que levou à evacuação permanente de Centralia, Pensilvânia, Estados Unidos.
Aproximadamente 75 Tg/S por ano de dióxido de enxofre (SO2) são liberados da queima de carvão. Após a liberação, o dióxido de enxofre é oxidado a H2SO2 gasoso que dispersa a radiação solar, portanto seu aumento na atmosfera exerce um efeito de resfriamento no clima que mascara parte do aquecimento causado pelo aumento dos gases de efeito estufa. A liberação de SO2 também contribui para a acidificação generalizada dos ecossistemas.

### Emissões de mercúrio
Em 2011, as usinas de energia dos Estados Unidos emitiram metade dos poluentes atmosféricos de mercúrio do país. Em fevereiro de 2012, a Agência de Proteção Ambiental emitiu o regulamento Mercury and Air Toxics Standards (MATS), que exige que todas as usinas a carvão reduzam substancialmente as emissões de mercúrio.
No estado de Nova Iorque, os ventos levam mercúrio das usinas a carvão do Centro-Oeste, contaminando as águas das montanhas Catskill. O mercúrio está concentrado na cadeia alimentar, pois é convertido em metil mercúrio, um composto tóxico que prejudica tanto a vida selvagem quanto as pessoas que consomem peixes de água doce. O mercúrio é consumido por vermes, que são comidos por peixes, que são comidos por pássaros (incluindo águias-americanas). A partir de 2008, os níveis de mercúrio em águias em Catskills atingiram novos patamares. “As pessoas estão expostas ao metil mercúrio quase inteiramente ao comer peixes e animais selvagens contaminados que estão no topo das cadeias alimentares aquáticas”. Os peixes oceânicos são responsáveis pela maior parte da exposição humana ao metil mercúrio; a gama completa de fontes de metil mercúrio em peixes oceânicos não é bem compreendida.

### Excesso anual de mortalidade e morbidade
Em 2008, a Organização Mundial da Saúde (OMS) e outras organizações calcularam que a poluição por partículas de carvão causa aproximadamente um milhão de mortes anualmente em todo o mundo, o que representa aproximadamente um terço de todas as mortes prematuras relacionadas a todas as fontes de poluição do ar, por exemplo, em Istambul por doenças pulmonares e câncer.
Os poluentes emitidos pela queima de carvão incluem partículas finas (PM2,5) e ozônio troposférico. Todos os anos, a queima de carvão sem o uso da tecnologia de controle de poluição disponível causa milhares de mortes evitáveis nos Estados Unidos. Um estudo encomendado pela associação de enfermeiras de Maryland em 2006 descobriu que as emissões de apenas seis das usinas de queima de carvão de Maryland causaram 700 mortes por ano em todo o país, incluindo 100 em Maryland. Desde a instalação do equipamento de redução de poluição em uma dessas seis, a planta Brandon Shores agora “produz 90% menos óxido de nitrogênio, um ingrediente da poluição atmosférica; 95% menos enxofre, que causa chuva ácida; e frações muito menores de outros poluentes”.

### Custos econômicos
Um estudo de 2001 financiado pela União Europeia conhecido como ExternE, ou Externalidades de Energia, descobriu durante a década de 1995 a 2005 que o custo de produção de eletricidade a partir do carvão dobraria em relação ao seu valor atual, se os custos externos fossem levados em consideração. Esses custos externos incluem danos ao meio ambiente e à saúde humana causados por partículas no ar, óxidos de nitrogênio, cromo VI e emissões de arsênico produzidas pelo carvão. Foi estimado que os custos externos, a jusante, dos combustíveis fósseis chegam a 1-2% de todo o Produto Interno Bruto (PIB) da UE, sendo o carvão o principal combustível fóssil responsável, e isto antes mesmo de se incluir o custo externo do aquecimento global proveniente destas fontes. O estudo constatou que os custos ambientais e sanitários do carvão eram de €60/MWh, sendo a energia nuclear €1,9/MWh e a eólica €0, 90/MWh.
As altas taxas de falhas de placas-mãe na China e na Índia parecem ser devidas à "poluição do ar sulfuroso produzido pelo carvão que é queimado para gerar eletricidade. Ele corrói os circuitos de cobre", de acordo com pesquisadores da Intel.

## Emissão de gases do efeito estufa

As emissões de CO_{2} têm sido causadas por diferentes fontes que se multiplicam uma após a outra (Global Carbon Project)

A combustão do carvão é o maior contribuinte para o aumento de CO2 causado pelo homem na atmosfera. A geração elétrica a partir da queima de carvão produz aproximadamente o dobro de gases do efeito estufa por quilowatt em comparação com a geração a gás natural.
A mineração de carvão libera metano, um potente gás de efeito estufa. O metano é o produto natural da decomposição da matéria orgânica à medida que os depósitos de carvão são formados com profundidades crescentes de soterramento, aumento das temperaturas e aumento da pressão ao longo do tempo geológico. Uma parte do metano produzido é absorvida pelo carvão e posteriormente liberada da camada de carvão (e dos estratos perturbados circundantes) durante o processo de mineração. O metano é responsável por 10,5% das emissões de gases do efeito estufa criadas pela atividade humana. De acordo com o Painel Intergovernamental sobre Mudanças Climáticas, o metano tem um potencial de aquecimento global 21 vezes maior do que o dióxido de carbono em um período de 100 anos. O processo de mineração pode liberar bolsas de metano. Esses gases podem representar uma ameaça para os mineradores de carvão, bem como ser uma fonte de poluição do ar. IIsto se deve ao relaxamento da pressão e à fratura dos estratos durante a atividade de mineração, o que gera preocupações de segurança para os mineiros de carvão se não forem gerenciados adequadamente. O acúmulo de pressão nos estratos pode levar a explosões durante (ou após) o processo de mineração se métodos de prevenção, como "drenagem de metano", não forem adotados.
Em 2008, James E. Hansen e Pushker Kharecha publicaram um estudo científico revisado por pares analisando o efeito da eliminação do carvão nos níveis atmosféricos de CO2. Seu cenário de mitigação de base era uma eliminação gradual das emissões globais de carvão até 2050. No cenário Business as Usual, o CO2 atmosférico atinge um pico de 563 partes por milhão (ppm) no ano de 2100. Sob os quatro cenários de eliminação progressiva do carvão, o CO2 atmosférico atinge picos de 422-446 ppm entre 2045 e 2060 e declina depois disso.

## Exposição à radiação
O carvão também contém baixos níveis de urânio, tório e outros isótopos radioativos naturais que, se liberados no meio ambiente, podem levar à contaminação radioativa. As usinas de carvão emitem radiação na forma de cinzas volantes radioativas, que são inaladas e ingeridas pelos vizinhos e integradas às plantações. Um documento de 1978 do Laboratório Nacional de Oak Ridge estimou que as usinas elétricas a carvão daquela época podiam contribuir com uma dose comprometida de 19 µSv/a na vizinhança em um raio de 500 metros. O relatório de 1988 do Comitê Científico das Nações Unidas sobre os Efeitos da Radiação Atômica estimou a dose a 1 km de distância em 20 µSv/a para plantas mais antigas ou 1 µSv/a para plantas mais novas com melhor captura de cinzas volantes, mas não conseguiu confirmar esses números por teste.
Excluindo resíduos contidos e liberações não intencionais de usinas nucleares, as usinas a carvão transportam mais resíduos radioativos para o meio ambiente do que as usinas nucleares por unidade de energia produzida. A radiação emitida pela usina transportada por cinzas volantes derivadas do carvão fornece 100 vezes mais radiação ao ambiente circundante do que a operação normal de uma usina nuclear similarmente produtiva. Esta comparação não considera o resto do ciclo do combustível, ou seja, mineração e refino de carvão e urânio e  descarte de resíduos. A operação de uma usina a carvão de 1 000 MWe resulta em uma dose de radiação nuclear de 490 pessoas-rem/ano em comparação com 136 pessoas-rem/ano para uma usina nuclear equivalente, incluindo mineração de urânio, operação de reator e descarte de resíduos.

## Perigos para os mineiros

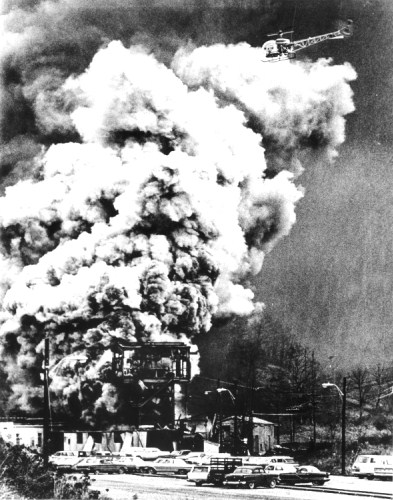
O desastre da mina de carvão de Farmington matou 78 pessoas. Virgínia Ocidental, EUA, 1968.

Historicamente, a mineração de carvão tem sido uma atividade muito perigosa, e a lista de desastres históricos na mineração [en] de carvão é longa. Os principais riscos são falhas nas paredes das minas e colisões de veículos; os perigos da mineração subterrânea incluem asfixia, envenenamento por gás, colapso do telhado e explosões de gás. Doenças pulmonares crônicas como a pneumoconiose (pulmão negro) já foram comuns em mineiros, levando à redução da expectativa de vida. Em alguns países mineradores, o pulmão negro ainda é comum, com 4 000 novos casos de pulmão negro a cada ano nos EUA (4% dos trabalhadores anualmente) e 10 000 novos casos a cada ano na China (0,2% dos trabalhadores). As taxas podem ser mais altas do que as relatadas em algumas regiões.
Nos Estados Unidos, uma média de 23 mineiros de carvão por ano morreram na década de 2007–2016. Desastres recentes de mineração de carvão nos EUA incluem o desastre da mina de Sago [en] em janeiro de 2006. Em 2007, um acidente na mina Crandall Canyon Mine em Utah matou nove mineiros, com seis enterrados. O desastre da Upper Big Branch Mine em West Virginia matou 29 mineiros em abril de 2010.
No entanto, em países menos desenvolvidos e alguns países em desenvolvimento, muitos mineiros continuam a morrer anualmente, seja por acidentes diretos em minas de carvão ou por consequências adversas para a saúde ao trabalhar em condições precárias. A China, em particular, tem o maior número de mortes relacionadas à mineração de carvão no mundo, com estatísticas oficiais afirmando que 6 027 mortes em 2004. Para comparar, 28 mortes foram relatadas nos EUA no mesmo ano. A produção de carvão na China é o dobro da dos EUA, enquanto o número de mineiros de carvão é cerca de 50 vezes maior do que nos EUA, tornando as mortes em minas de carvão na China 4 vezes mais comuns por trabalhador (108 vezes mais comuns por unidade de produção) como nos EUA.
Acúmulos de gases perigosos:
- Umidade negra: uma mistura de dióxido de carbono e nitrogênio em uma mina que pode causar asfixia. A condição anóxica resulta do esgotamento do oxigênio em espaços fechados, por exemplo, por corrosão.
- Pós-umidade: semelhante à umidade negra, pós-umidade consiste em monóxido de carbono, dióxido de carbono e nitrogênio e se forma após a explosão de uma mina.
- Grisu: consiste principalmente de metano, um gás altamente inflamável que explode entre 5% e 15% – em 25% causa asfixia.
- Sulfeto de hidrogênio: reconhecido pelo cheiro de ovo podre do gás sulfídrico, o sulfeto de hidrogênio pode explodir e também é muito tóxico.
- Monóxido de carbono: ar contendo monóxido de carbono que é tóxico, mesmo em baixas concentrações

Explosões de grisu podem desencadear explosões de pó de carvão muito mais perigosas, que podem engolir uma mina inteira. A maioria desses riscos pode ser bastante reduzido em minas modernas, e incidentes com múltiplas fatalidades são agora raros em algumas partes do mundo desenvolvido. A mineração moderna nos EUA resulta em aproximadamente 30 mortes por ano devido a acidentes em minas.